# Tebenna submicalis
Tebenna submicalis là một loài bướm đêm thuộc họ Choreutidae. Nó được tìm thấy ở Trung Quốc (Thiểm Tây, Gansu, Hồ Bắc), Nepal, Nga và Nhật Bản (Hokkaido).
Sải cánh dài 9–11 mm.
Ấu trùng ăn Anaphalis margaritacea.